# Свинарка і пастух
«Свинарка і пастух» — радянський чорно-білий художній фільм 1941 року, музична комедія Івана Пир'єва, за яку режисер був удостоєний Сталінської премії другого ступеня в 1942 році.

## Сюжет
Свинарку Глашу і конюха Кузьму з колгоспу в Вологодській області посилають на виставку досягнень народного господарства в Москву. Зухвалий і самовпевнений Кузьма користується успіхом у дівчат, залицяється до Глаші, та обіцяє їй дорогі подарунки з московських магазинів. Глаша, виконуючи настанову бабусі, старанно вивчає досвід інших свинарів, записує все, що побачила на виставці. Вона відкидає залицяння Кузьми і той покидає її.
Випадково Глаша зустрічає на виставці передового дагестанського пастуха Мусаїба, чий портрет стояв перед входом. Вони симпатизують одне одному, розповідають про свої рідні країни та домовляються знову зустрітися на виставці через рік.
Після повернення в колгосп Глаша використовує здобуті в Москві знання: домагається побудови нового свинарника, по-новому доглядає за свиньми, винаходить годівницю для поросят, присоромлює недбалого голову колгоспу. Кузьма ж несерйозно ставиться до праці, тільки розважається та продовжує залицятися до Глаші. А тим часом Мусаїб випасає овець у горах. Разом з собакою він вступає в сутичку з трьома вовками, щоб захистити кращих овець з отари. Вцілівши в сутичці, він вирішує написати Глаші листа.
Лист приходить у Вологдську область, але не може його прочитати, бо він написаний не по-російськи. Згодом приходять і інші листи, Кузьма викликається допомогти і дає Глаші фальшивий переклад, де пише, що Мусаїб одружився. Кузьма втішає засмучену Глашу та пропонує одружитися з ним на День Петра і Павла. Мусаїб тим часом чекає на відповідь і, не отримавши жодної, вирішує приїхати в Москву на наступну виставку.
Там Мусаїб дізнається про заплановане весілля Глаші і їде в її село. Побачивши Мусаїба, Кузьма тікає, боячись помсти. Коли наречена дізнається про обман, вона б'є Кузьму подушками та з ганьбою виганяє, після чого оголошує односельчанам, що одружиться з Мусаїбом.

## У ролях
- Марина Ладиніна — Глафіра Андріївна Новікова, знатна свинарка
- Володимир Зельдін — Мусаїб Гатуєв, знатний пастух
- Микола Крючков — Кузьма Сергійович Петров, конюх
- Микола Китаєв — Іван Іванович, листоноша
- Євдокія Счастливцева — Аграфена Власівна, бабуся Глаши
- Григорій Алексєєв — Абдусалам
- Тетяна Баришева — колгоспниця
- Осип Абдулов — Левон Михайлович, буфетник
- Володимир Уральський — шофер
- Георгій Светлані — листоноша
- Олександра Данилова — подруга

## Знімальна група
- Режисер-постановник: Іван Пир'єв
- Сценарист: Віктор Гусєв
- Оператор-постановник: Валентин Павлов
- Композитор: Тихон Хренніков
- Художник-постановник: Артур Бергер
- Монтаж — Анна Кулганек